# 신토불이
신토불이(身土不二)는 원래 불교 용어로, 신(身)이란 지금까지의 행위의 결과인 정보(正報)를 의미하고, 토(土)는 신이 입각하고 있는 환경인 의보(依報)를 의미하는데, 이 둘은 떼어놓을 수 없다는 뜻이다. 다른 말로 표현하면 “인과응보”라고 할 수 있다. 당나라의 『유마소기』, 북송의 『유마경략소수유기』, 일련의 『삼세제불총감문교상폐립』, 무주의 『잡담집』(1305년경), 친란의 『현정토진실교행정문류』, 원나라의 『여산연종보감』 등에 그 표현이 나온다. 토산 음식이 몸에 좋다는 의미의 용례는 메이지-다이쇼 시대에 활동한 일본의 식양회가 처음 사용하기 시작했다.
1907년(메이지 시대) 육군약제감 이시즈카 사겐을 회장으로 출범한 식양회는 식사로 건강을 기를 수 있다는 독자적 이론을 전개했고, 그 이론 안에 향토음식과 제철음식이 좋다는 생각이 포함되어 있었다. 1912년(메이지 45년) 식양회 이사였던 육군기병대좌 니시바타 마나부가 그 생각을 표현하는 표어로 “신토불이”를 제창했다. 니시바타가 이시즈카의 생각을 일반화하기 위해 “현지 식품을 먹으면 몸에 좋고 다른 지역의 식품을 먹으면 몸에 나쁘다”고 해설하고 다녔는데, 교토의 한 승려가 “불전에 신토불이라는 말이 있다”고 알려준 것이다. 불교에서의 원래 의미와는 전혀 다르지만, 니시바타는 이후 이시즈카의 이론을 “신토불이”로 명명하고 식양회 독자의 대원칙으로 확대시켰다. 쇼와 시대에 들어 “신토불이는 불교에 기초한 일본의 전통”이라는 설이 유기농업・자연식판매업・생협운동・일부 농업단체・대체의학 등 제분야로 확산되었다. 예컨대 식양사상을 바탕으로 장수식을 창시한 사쿠라자와 뇨이치는 신토불이가 법화경에 기초한 것이라고 적었다.
신토불이는 국산 농산물의 유리한 판매 및 식량자급률 향상으로 이어지는 이념이라고 여겨졌기에, 신토불이를 내거는 농업단체가 많았다. 최근에 들어서는 식양회의 식이요법적 취지와는 약간 거리가 있는 지산지소의 구호로 사용되는 경우가 많아졌지만, 원래는 서로 대립하는 의미였다. 지산지소 사업은 전통식을 개선하면서, 농가 여성이나 고령자의 생활과 소득을 향상시킬 목적으로 1981년(쇼와 56년) 시작되었다. 사업 지도를 담당한 생활개량보급원들은 전통의 좋은 부분은 보존하면서 염분과잉과 비타민 부족 등 결점은 개선하자는 견해를 취했다. 그러나 본래의 신토불이 이념은 전통음식은 완벽하므로 손질할 필요가 없다는 의미에 가까웠으며, 1980년대-90년대부터 전통적인 신토불이주의자들은 “생활개량보급원들이 전통음식을 파괴하고 서양식을 지도해서 젊은이들이 요절하고 있다”고 비난했다. 이런 설은 “거꾸로부처설”(「逆さ仏」説) 등의 명칭으로 지역사회에 침투했고, 특히 오키나와현에서 그런 경향이 현저하다. 전통적 신토불이주의자들은 비닐하우스 재배에 의한 농작물(즉 본래의 계절에 수확할 수 없는, 제철음식의 정의를 무너뜨리는) 농작물에 대해서도 유해한 상품이라고 비판적 입장을 취했다. 그러나 슬로우푸드 운동이 고조된 2000년대 이후 언론에서 지산지소를 “신토불이에 근거한 전통”이라고 소개하는 사례가 급증하면서 신토불이와 지산지소의 구별이 모호해졌다.